# Callicebus bernhardi
El tití del príncipe Bernardo (Callicebus bernhardi) es una especie de primate platirrino endémica de Brasil. Fue descrita formalmente en 2002 por Marc van Roosmalen y Russell Mittermeier y nombrada en honor al príncipe Bernardo de los Países Bajos. Esta especie de tití tiene patillas y pecho de color naranja oscuro, la espalda marrón rojiza y una cola negra con la punta blanca. Tiene alrededor de 94 centímetros de longitud incluyendo la cola, que puede medir hasta 56 cm.
Callicebus bernhardi se encuentra entre las corrientes fluviales de los ríos Madeira-Jiparaná y los ríos Aripuanã-Roosevelt, en los estados de Amazonas y Rondônia, Brasil.